# Mabuya seychellensis
Mabuya seychellensis är en ödleart som beskrevs av  Duméril och BIBRON 1839. Mabuya seychellensis ingår i släktet Mabuya och familjen skinkar. Inga underarter finns listade i Catalogue of Life.